# Harrisville (Ohio)
Harrisville falu az USA Ohio államában, Harrison megyében. Lakosainak száma 179 fő (2020. április 1.).

## Népesség
A település népességének változása:
| Lakosok száma | 300  | 235  | 179  |
|               | 1850 | 2010 | 2020 |